# Jan de Pous
Jan Willem de Pous (Aalsmeer, 23 januari 1920 – Den Haag, 6 januari 1996) was een Nederlands politicus van de Christelijk-Historische Unie.
De Pous was minister van Economische Zaken, die zeer ingesteld was op het bereiken van consensus. Hij werd na een lectorschap aan de VU op relatief jeugdige leeftijd lid van de Raad van State. Als minister van Economische Zaken in het kabinet-De Quay was hij mede verantwoordelijk voor het invoeren van de vrije loonpolitiek. Zijn beleid werd begunstigd door een hoogconjunctuur en de vondst van aardgas. Na zijn ministerschap was hij ruim twintig jaar voorzitter van de SER en ook voorzitter van de Mijnraad. Hij bleef invloedrijk door vele functies in het bedrijfsleven en in de Commissie Cals-Donner.

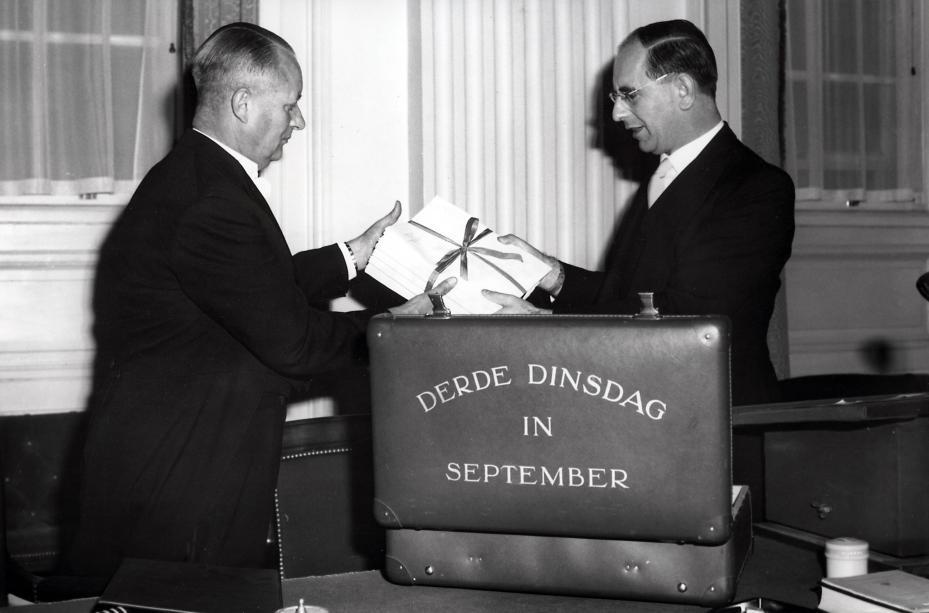
Minister De Pous met het miljoenenkoffertje na de opening der Staten-Generaal door H.M. de Koningin. Nederland, Den Haag, 18 september 1962.

- Biografisch Portaal: 87547041
- Gemeinsame Normdatei: 137495056
- International Standard Name Identifier: 0000 0000 2870 7842
- Library of Congress Control Number: n85255447
- Nederlandse Thesaurus van Auteursnamen: 067814085
- Parlement.com: vg09llhv9pyo
- Virtual International Authority File: 81678091
- WorldCat: E39PBJrC9HG3j4h4X7pVQh6BT3